# Let It Be (brano musicale)
Let It Be è un brano musicale dei Beatles del 1970, composta da Paul McCartney anche se viene come da consuetudine attribuita al duo compositivo Lennon-McCartney.

## Descrizione

### Storia
È la sesta traccia dell'omonimo album del 1970. Paul McCartney ha rivelato che l'ispirazione per la canzone gli venne da un sogno, nel quale aveva parlato con la madre Mary, morta di cancro nel 1956 quando lui aveva solo 14 anni. Nel sogno, la madre consigliava a Paul, preoccupato per le tensioni nel gruppo, di lasciare correre, to let it be, che tutto si sarebbe aggiustato.
Il singolo raggiunse la prima posizione in classifica negli Stati Uniti, in Australia, Italia, Norvegia e Svizzera e la seconda posizione in Inghilterra. Fu l'ultimo singolo dei Beatles pubblicato prima dello scioglimento della band. Sia l'album Let It Be che il singolo The Long and Winding Road uscirono quando il gruppo ormai ufficialmente non era più in attività.
Nel 2004 il brano ha raggiunto il ventesimo posto nella classifica delle 500 canzoni migliori di tutti i tempi pubblicata dalla rivista Rolling Stone.

### Registrazione
La versione finale venne registrata il 31 gennaio 1969, come parte del progetto Get Back (l'album che successivamente diventerà Let It Be). McCartney suonava un pianoforte a coda Blüthner, Lennon il basso, Billy Preston l'organo, George Harrison la chitarra elettrica e Ringo Starr la batteria. In questa seduta furono registrate due versioni della canzone. La prima, denominata 27-A, sarebbe servita come base per tutte le uscite ufficiali del brano. La seconda, la take 27-B, fu eseguita nel film Let It Be e contiene un assolo di chitarra differente da parte di George Harrison.
Il 30 aprile 1969, Harrison sovraincise un nuovo assolo di chitarra sulla take migliore del 31 gennaio. Infine sovraincise un altro assolo anche il 4 gennaio 1970. Il primo assolo fu usato per l'uscita su singolo, il secondo fu usato per la versione dell'album.
In entrambe le versioni il pianoforte suonato da McCartney presenta un accordo dissonante a 2:58.

#### Versione su singolo
Il singolo venne ufficialmente pubblicato il 6 marzo 1970, con sul lato B You Know My Name (Look Up the Number), con la produzione accreditata a George Martin. Questa versione include un'orchestrazione con dei cori sovraincisi il 4 gennaio 1970—sotto la supervisione di Martin e McCartney—che figurano anche l'unica partecipazione conosciuta a un disco dei Beatles da parte di Linda McCartney. Fu durante questa sessione che Harrison registrò il secondo assolo di chitarra. In un primo momento, Harrison aveva pensato di mixare insieme i due assoli e di includerli entrambi nella canzone. L'idea fu scartata e per il mix finale fu inserito solo l'assolo del 30 aprile. Martin mixò l'orchestra molto bassa in questa versione.
La versione del singolo fu inclusa nel greatest hits 1967-1970. Le prime stampe del disco, erroneamente riportavano la durata di 4:01 (quella della versione sull'album Let It Be), invece della effettiva durata di 3:52. Questa versione fu anche inclusa nell'album 20 Greatest Hits, sulla raccolta Past Masters Volume 2, e sulla compilation The Beatles 1.
Il singolo arriva terzo nella Official Singles Chart e primo nella Billboard Hot 100 per due settimane ed in Norvegia per cinque settimane.
In Austria, Svizzera, Paesi Bassi, Ungheria ed Irlanda arriva primo, in Germania secondo ed in Canada quarto.

#### La versione sull'album
Il 26 marzo 1970, Phil Spector remixò la canzone per l'album Let It Be. Questa versione contiene l'assolo di chitarra più lungo e "massiccio" di quello del singolo, niente cori, un effetto d'eco sul suono dei cimbali suonati da Ringo, e un'orchestrazione più presente. Inoltre, a differenza della versione del singolo, è presente un secondo assolo di chitarra come sottofondo dell'ultimo ritornello. Sull'album, prima della canzone si sente Lennon dire in falsetto, scimmiottando Gracie Fields: «That was 'Can You Dig It' by Georgie Wood, and now we'd like to do "Hark The Angels Come"». Allen Klein incaricò Spector di mixare il disco senza l'approvazione di McCartney, come vendetta per il fatto che Paul non aveva firmato il suo accordo manageriale. Successivamente McCartney dichiarò di non essere assolutamente soddisfatto del lavoro svolto da Spector sull'album.

#### La versione del film
Un'altra variante apparve nel film Let It Be. Qui, McCartney fa diverse improvvisazioni al pianoforte, sostituendo note lunghe con altre più corte. Durante la strofa finale, inoltre, McCartney cambia le parole "speaking words of wisdom" e "there will be an answer", con "there will be no sorrow". Questa versione non è mai stata pubblicata ufficialmente su disco.

#### La versione sull'Anthology
Una prima versione della canzone è stata pubblicata sull’Anthology 3 il 28 ottobre 1996. Questa versione, la take 1, fu registrata il 25 gennaio 1969. Si tratta di una variante molto semplificata, nella quale McCartney non ha ancora aggiunto la strofa finale («And when the night is cloudy...I wake up to the sound of music...»). Il brano contiene anche degli scambi verbali tra Lennon e McCartney prima di registrare un'altra take:

John: «Are we supposed to giggle in the solo?» (Dobbiamo ridacchiare durante l'assolo?)

Paul: «Yeah». (Sicuro)

John: «OK».

Paul: «This'll-this is gonna knock you out, boy». (Questa ti manderà al tappeto, ragazzo)
La durata della versione sull'Anthology è 4:05.

#### La versione suLet It Be... Naked
Ancora un'altra variante della canzone apparve sull'album Let It Be... Naked nel 2003. A Ringo Starr non piaceva il trattamento che Spector aveva riservato alla sua parte di batteria sulla versione della canzone sull'album Let It Be, aumentata con un effetto eco, quindi su Let It Be… Naked fu reinserita la batteria originaria della registrazione, senza effetti di studio. Furono anche eliminate le sovraincisioni di tom-tom, dopo l'assolo di chitarra durante la terza strofa.

#### Mixaggi inutilizzati
Glyn Johns mixò il brano il 28 maggio 1969 per l'inclusione nell'abortito album Get Back. Questa versione non è mai stata pubblicata. Usò lo stesso mix anche durante il suo secondo tentativo di remixare l'album il 5 gennaio 1970, anche questo rifiutato dalla band e mai pubblicato. Entrambe le versioni, comunque, sono disponibili nei numerosi bootleg delle famose Get Back Sessions.

## Formazione
- Paul McCartney — voce, pianoforte, maracas, cori
- John Lennon — basso, cori
- George Harrison — chitarra solista, cori
- Ringo Starr — batteria

Altri musicisti
- Billy Preston — organo Hammond, piano elettrico
- Linda McCartney — cori (esclusivamente nella versione pubblicata come singolo)
- Musicisti non accreditati — due trombe, due tromboni, sassofono tenore, sassofono baritono, violoncelli

## Cover
Let It Be è stata interpretata da moltissimi artisti, quella che segue è solo una lista parziale delle principali cover:
- La prima cover della canzone ad essere pubblicata (addirittura prima della versione dei Beatles) è stata quella di Aretha Franklin, nel gennaio 1970, nell'album This Girl's in Love with You, insieme a Eleanor Rigby.
- Temptations
- Nell'edizione deluxe di Mad Dogs & Englishmen, il concerto dal vivo della band di Joe Cocker registrato a New York il 27-28 marzo 1970, è presente una versione dal vivo di Let it be (il singolo dei Beatles era uscito il 6 marzo)
- Patrick Samson incise la prima versione italiana su testo di Cristiano Minellono intitolata Dille si su singolo Carosello.
- José Feliciano ha interpretato Let It Be nell'album Fireworks.
- Jan Howard ha reinterpetrato la canzone nell'album Rock Me Back to Little Rock del giugno 1970.
- Tina Turner ha interpretato Let It Be, insieme al marito Ike, nell'album Workin' Together, nel novembre del 1970.
- Ray Conniff ha interpretato la canzone nell'album We've Just Only Began del dicembre 1970.
- Helen Merrill ha reinterpretato la canzone nell'album Helen Merrill sings Beatles del 1970 (Victor, SMJX−10092), pubblicato in Giappone e Corea del Sud.
- Gladys Knight and The Pips pubblicarono una cover del brano sull'album tributo Motown Sings The Beatles.
- John Denver incluse una versione di Let It Be nel suo album del 1971, Poems, Prayers and Promises.
- Bill Withers ha cantato la sua versione nel suo album di debutto, Just as I Am.
- Joan Baez reinterpretò Let It Be sul suo album del 1971 Blessed Are..., e pubblicò il brano come singolo. La canzone figura anche sul suo disco dal vivo, Diamonds & Rust in the Bullring, infine la eseguì anche al festival sull'Isola di Wight nel 1970, come si può vedere nel film, Message to Love.
- Billy Preston ha interpretato la canzone nel 1974.
- L'ex chitarrista dei Fleetwood Mac, Danny Kirwan, reinterpretò Let It Be nell'album Midnight in San Juan.
- Leo Sayer interpretò il brano nel documentario musicale del 1976 All This and World War II.
- Ray Charles diede la sua versione nell'album True to Life, nel 1977.
- I Ferry Aid nel 1987.
- The Kelly Family nel 1988.
- Nino D'Angelo realizzò nel 1990 una cover di Let It Be in napoletano, intitolata Gesù Cri'.
- Powerillusi nel 1988 in italiano Lato b, testo di Vincè Ricotta, inserita nell'album Omonimo del 1992.
- Shawn Lane e Paul Gilbert hanno fatto la versione dei Beatles dello show NAMM il 15 gennaio 1993.
- Mina nell'album Mina canta i Beatles l'11 giugno 1993.
- Nel 1995, Meat Loaf reinterpretò il brano come B-side del singolo Not a Dry Eye in the House, che raggiunse la settimana posizione nella classifica inglese.
- Judy Collins ha fatto la versione dei Beatles nel 1998.
- Nick Cave registrò una cover della canzone per la colonna sonora del film Mi chiamo Sam del 2001.
- Jennifer Hudson ha fatto la sua versione di Let It Be nel programma di The Voice of Haiti.
- Justin Bieber cantò questa canzone a Times Square insieme con Carlos Santana, nel Capodanno del 31 dicembre 2011.
- La dodicenne Connie Talbot nell'album Beautiful World il 26 novembre 2012.
- Marco Mengoni nel 2023 ha inciso una cover con i The Kingdom Choir, prima eseguita al 73º Festival di Sanremo nella serata dedicata alle cover e poi inserita nella riedizione digitale dell'album Materia (Pelle).